# Орловка (Ярославская область)
Орловка — деревня в Покровской сельской администрации Покровского сельского поселения Рыбинского района Ярославской области .
Деревня находится в 1 км восточнее автомобильной дороги Р104 на участке Рыбинск-Углич, между селом Покров и посёлком Искра Октября, в котором расположена администрация сельского поселения. Просёлочная дорога через Орловку ведет в деревням Демихово и Дружба.
На 1 января 2007 года постоянного населения в деревне не числилось. По почтовым данным в деревне 8 домов..